# Oscar Goerke
Oscar Goerke (Brooklyn, 10 de enero de 1883-Maplewood, 12 de diciembre de 1934) fue un deportista estadounidense que compitió en ciclismo en la modalidad de pista. Participó en los Juegos Olímpicos de San Luis 1904, obteniendo una medalla de plata en la prueba de 2 millas.

## Medallero internacional
| Juegos Olímpicos | Juegos Olímpicos          | Juegos Olímpicos | Juegos Olímpicos |
| Año              | Lugar                     | Medalla          | Competición      |
| ---------------- | ------------------------- | ---------------- | ---------------- |
| 1904             | San Luis (Estados Unidos) | Medalla de plata | 2 millas         |